# Maria av Bytom
Maria av Bytom, född mellan 1282 och 1284, död 1315, var ungersk drottning, gift 1306 med kung Karl I Robert av Ungern. Hon var dotter till den polske prinsen hertig Casimir av Bytom och Helena. Äktenskapet arrangerades som en allainspolitik mellan Polen och Ungern. 